# Rozvodna Nošovice
Rozvodna Nošovice (zkratkou NOS) se nachází na území obce Nošovice v okrese Frýdek-Místek v Moravskoslezském kraji, cca 5 km východně od Frýdku-Místku. Rozvodna má úrovně napětí 400 kV a 110 kV.

## Význam
Rozvodna Nošovice patří k nejvýznamnějším rozvodnám v Moravskoslezském kraji. Zásobuje východní část kraje, Frýdecko a Třinecko. Část 400 kV provozuje ČEPS, a.s, část 110 kV provozuje ČEZ.

## Historie
Rozvodna byla založena v roce 1959 jako jedna z rozvoden 220 kV v oblasti Moravy a Slezska. V roce 1960 bylo do rozvodny připojeno vedení 220 kV z rozvodny Lískovec u Frýdku-Místku. V roce 1968 byla do rozvodny přímo připojena linka 400 kV z Prosenic do rozvodny Sučany na Slovensku, taktéž zpočátku provozovaná na 220 kV. Původní rozvodna 220 kV byla zrušena. V roce 1970 byla postavena linka do Albrechtic u Havířova, v roce 1976 byla postavena dvoulinka do rozvodny Wielopole u Rybniku v Polsku. V roce 1987 byla postavena poslední linka 400 kV do rozvodny Horní Životice.

## Popis

### Napěťové hodnoty
Rozvodna je provozována v napětových hodnotách 400 kV a 110 kV. Hladinou 400 kV jsou spojeny rozvodny Prosenice, Kletné, Albrechtice, rozvodna Varín na Slovensku a rozvodna Wielopole v Polsku. Do roku 1975 byla spojena hladinou 220 kV s rozvodnou Lískovec.

### Transformátory
Transformace 400/110 kV je zajištěna dvěma třífázovými transformátory. 

### Vedení
Do rozvodny jsou zaústěna následující vedení:

#### Vedení 400 kV – ZVN – zvláště vysoké napětí
- Jednoduché vedení V403 Prosenice – Nošovice (probíhá se přestavba na V403/V803)
- Jednoduché vedení V405 Kletné - Nošovice
- Jednoduché vedení V404 Nošovice - Varín (SK)
- Jednoduché vedení V460 Nošovice - Albrechtice
- Dvojité vedení (V443)/V444 (Albrechtice - Dobrzeň)/Nošovice - Wielopole (PL)

#### Bývalá vedení 220 kV
- Jednoduché vedení V699 Lískovec - Nošovice (220 kV do roku 1975, nyní provozováno na 110 kV)